# Autobahnkreuz Oberhausen-West
Das Autobahnkreuz Oberhausen-West (Abkürzung: AK Oberhausen-West; Kurzform: Kreuz Oberhausen-West) ist ein Autobahnkreuz in Nordrhein-Westfalen in der Metropolregion Rhein-Ruhr. Es verbindet die Bundesautobahn 3 (Oberhausen – Frankfurt am Main – Passau) mit der Bundesautobahn 42 (Emscherschnellweg).

## Geographie
Das Autobahnkreuz liegt fast vollständig auf dem Stadtgebiet von Duisburg, lediglich die östlichen Auffahrten liegen teilweise auf dem Gebiet von Oberhausen. Nächstgelegene Stadtteile sind Neumühl und Meiderich, zu Duisburg gehörig, sowie Lirich und Buschhausen auf Oberhausener Seite. Es befindet sich etwa 7 km nordöstlich der Duisburger Innenstadt, etwa 5 km westlich der Oberhausener Innenstadt und etwa 15 km nordwestlich von Essen.
Südöstlich des Kreuzes schließen sich der Oberhausener Westfriedhof sowie der Rhein-Herne-Kanal an.
Das Autobahnkreuz Oberhausen-West trägt auf der A 3 die Anschlussstellennummer 12, auf der A 42 die Nummer 8.

## Geschichte
Es wurde in den 1980er Jahren mit Fertigstellung der A 42 für den Verkehr freigegeben und hieß bis 1992 Kreuz Duisburg/Oberhausen.

## Bauform und Ausbauzustand

Skizze

Die engen topographischen Verhältnisse erforderten eine besondere Bauweise des Autobahnkreuzes. Die bekannteste Form eines Autobahnkreuzes, das Kleeblatt, besteht aus vier direkten und vier indirekten Verbindungsrampen. Im Falle des Autobahnkreuzes Oberhausen-West musste im Südosten, wo der Oberhausener Westfriedhof das Kreuz begrenzt, und im Nordwesten, wo eine Wohnsiedlung des Duisburger Stadtteils Schmidthorst liegt, auf diese klassische Kleeblattbauweise verzichtet werden. Im südöstlichen Quadranten ließ man das Ohr weg und baute eine direkte Verbindungsrampe mit vergleichsweise engem Radius. Im Nordwesten verzichtete man ebenfalls auf die indirekte Verbindungsrampe. Die beiden entfallenen Ohren ersetzte man durch zwei halbdirekte Rampen, die sich im nordwestlichen Quadranten innerhalb der direkten Rampe begegnen. Die Konstruktion kommt mit drei kurzen Überwerfungen aus, nutzt die Flächen zwischen den Rampen, verzweigt jedoch häufig in kurzen Abständen.
Aus technischer Sicht besteht das Kreuz aus zwei Autobahngabelungen, deren Überwerfungen mitbenutzt werden und die restlichen Rampen indirekt ausgeführt sind. Diese Bauform ist in Deutschland einmalig, findet weltweit vereinzelt Verwendung und bietet verflechtungsfreien Verkehrsfluss, wodurch der Knoten leistungsfähiger als ein Kleeblatt ist. Wenn die kreuzenden Autobahnen nicht rechtwinklig im Einzugsgebiet verlaufen, wird mit dieser Form der entstandene Bedarf besser abgedeckt.
Beide Autobahnen sind sechsstreifig ausgebaut. Alle Verbindungsrampen sind einspurig ausgeführt; die unmittelbar parallel verlaufenden sind mit Blendschutzzäunen ausgestattet, da rechts der getrennten Fahrbahn Gegenverkehr ist.

### Prinzipähnliche Straßenkreuzungen
- Autobahndreieck Nahetal bei Bingen, Weiterbau der A 60 war geplant, nur der Abzweig von der A 61 bis nach Rüsselsheim wurde realisiert
- AS Miquelallee in der Frankfurter Innenstadt, A 66
- Autobahnkreuz München-Nord, Übergang der A 9 in den Münchener Autobahnring (A 99)

### Prinzipgleiche Straßenkreuzungen
- Autobahnknoten Graz-West zwischen den österreichischen Autobahnen A 2 (Süd Autobahn) und A 9 (Pyhrn Autobahn)

## Besonderheiten
Das Kreuz bildet zusammen mit der A 42 eine Entlastungsstrecke für die A 2 im Ruhrgebiet. Vor dem Bau kam es dort sehr häufig zu Staus, vor allem im Berufsverkehr. Nach der Fertigstellung konnte die A 2 durch die A 42 vom Großteil des Binnenverkehrs im Ruhrgebiet entlastet werden.

## Verkehrsaufkommen
Das Kreuz wird täglich von rund 217.000 Fahrzeugen befahren.
| Von                        | Nach                             | Durchschnittliche tägliche Verkehrsstärke | Durchschnittliche tägliche Verkehrsstärke | Durchschnittliche tägliche Verkehrsstärke | Anteil Schwerlastverkehr | Anteil Schwerlastverkehr | Anteil Schwerlastverkehr |
| Von                        | Nach                             | 2005                                      | 2010                                      | 2015                                      | 2005                     | 2010                     | 2015                     |
| -------------------------- | -------------------------------- | ----------------------------------------- | ----------------------------------------- | ----------------------------------------- | ------------------------ | ------------------------ | ------------------------ |
| AS Oberhausen-Holten (A 3) | AK Oberhausen-West               | 106.000                                   | 122.700                                   | keine Daten                               | keine Daten              | 15,6 %                   | keine Daten              |
| AK Oberhausen-West         | AS Oberhausen-Lirich (A 3)       | 117.700                                   | 127.600                                   | 137.100                                   | 13,5 %                   | 14,3 %                   | 13,2 %                   |
| AS Duisburg-Neumühl (A 42) | AK Oberhausen-West               | 085.900                                   | 079.000                                   | 086.600                                   | 13,1 %                   | 10,1 %                   | 11,3 %                   |
| AK Oberhausen-West         | AS Oberhausen-Buschhausen (A 42) | 081.300                                   | 085.100                                   | 088.500                                   | 11,0 %                   | 10,6 %                   | 14,0 %                   |